# Crossing-over

Rappresentazione dell'intercambio, o crossing-over

Il crossing-over (in italiano intercambio) è lo scambio di porzioni omologhe di materiale genetico che si verifica fra due cromatidi di cromosomi omologhi durante la meiosi. Si tratta di un importante meccanismo di ricombinazione genetica in ciascun genitore che permette una maggiore varietà negli organismi discendenti dalla riproduzione sessuata.
Un'altra funzione indispensabile del crossing-over è permettere una corretta segregazione dei cromosomi omologhi nella prima divisione meiotica favorendo la formazione di gameti vitali. Infatti, esperimenti condotti su Saccharomyces cerevisiae hanno dimostrato che inattivando la proteina coinvolta nell'attivazione del crossing over (Spo11), la vitalità dei gameti viene ridotta drasticamente del 99%.

## Sintesi
Nelle fasi iniziali del ciclo riproduttivo della cellula ogni unità funzionale di DNA si duplica formando due cromatidi che si uniscono nel cromosoma. Successivamente, durante la lunga profase I della prima divisione meiotica, avviene lo scambio di materiale fra cromatidi di due copie di cromosomi omologhi, in modo che il cromatidio che verrà trasmesso a un gamete con la seconda divisione meiotica (cromatide ricombinante) sarà una combinazione di frammenti che provengono da entrambi i cromosomi della generazione precedente. L'effetto è una ricombinazione degli alleli dei geni associati ai frammenti scambiati che è una fonte molto importante di variabilità genetica. Lo scambio è facilitato dall'allineamento dei cromosomi omologhi determinato dal complesso sinaptonemico. Nel processo non si ha perdita né acquisizione di materiale genetico.

## In dettaglio
All'inizio della profase I meiotica, dopo che i cromosomi si sono duplicati, i cromosomi omologhi si appaiano. Una volta avvenuto il contatto fra i due omologhi in un determinato punto, prosegue l'appaiamento, come avviene in una cerniera lampo, per tutta la lunghezza dei cromatidi. Dal momento che ogni cromosoma è costituito da due cromatidi identici, l'appaiamento degli omologhi coinvolge in realtà quattro cromatidi; perciò questo insieme di cromosomi omologhi è detto tetrade (dal greco τετρα-, tètra, che significa "quattro").
A questo punto si può verificare l'importante processo che può alterare l'assetto genetico dei cromosomi noto come crossing-over, determinato dallo scambio di segmenti corrispondenti di cromosomi omologhi. Nelle regioni in cui esso si verifica vengono spezzati dei cromatidi di un omologo e questi segmenti vengono scambiati con le porzioni corrispondenti dei cromatidi dell'altro omologo. Si saldano poi le fratture e la conseguenza di questo processo è che i cromatidi di ogni omologo contengono un materiale genetico non più identico a quello ereditato dalla generazione precedente: il cromosoma di origine materna conterrà porzioni del cromosoma omologo di origine paterna e viceversa (si tratta della generazione dei nonni del potenziale nuovo individuo). 
Il crossing-over riguarda solo una parte dei cromatidi e la sua frequenza tra due geni localizzati sullo stesso cromosoma dipende dalla loro distanza fisica: maggiore è la distanza, maggiore risulterà essere la frequenza di scambio. Come risultato il figlio eredita una mescolanza casuale degli alleli dei due genitori per i diversi caratteri, acquisendo da ciascuno di essi una quota di cromatìdi "ibridati" per scambio di alleli della generazione precedente (come detto, quella dei nonni). Negli organismi che si riproducono in modo sessuato,  il crossing-over contribuisce quindi in modo importante alla variabilità genetica della specie. Ad esempio, si può verificare che i caratteri colore degli occhi e dei capelli, che nella specie umana sono normalmente associati, vengano separati, con occhi chiari associati a capelli scuri e viceversa.
Il primo modello di crossing-over venne proposto da Robin Holliday nel 1964 e spiega alcuni passaggi fondamentali del processo:
1. Allineamento di due molecole di DNA omologhe.
2. Introduzione di rotture nel DNA. Le rotture possono coinvolgere un solo filamento della doppia elica o entrambi i filamenti.
3. Formazione, tra le due molecole di DNA che ricombinano,di una corta regione tetraedrica di appaiamento tra le basi (giunzione di Holliday).
4. Movimento della giunzione di Holliday ("migrazione del chiasma").
5. Taglio della giunzione di Holliday o "risoluzione".

La ricombinazione meiotica inizia con la rottura dei doppi filamenti che sono introdotti nel DNA dalla proteina Spo11. In seguito una o più nucleasi digeriscono l'estremità 5' generata da "double strand breaks" per produrre una estremità 3' a singolo filamento. La ricombinasi specifica per la meiosi Dmc1 e la ricombinasi Rad51 coprono il DNA a singolo filamento per formare i filamenti di nucleoproteina. Le ricombinasi catalizzano l'invasione del cromatidio opposto da parte del DNA, causando la dislocazione del filamento complementare, che successivamente si appaia al singolo filamento generato dall'altra estremità generata dalla rottura iniziale.